# Wiktor Suwara
Wiktor Suwara (* 24. Juli 1996) ist ein polnischer Sprinter, der sich auf den 400-Meter-Lauf spezialisiert hat.

## Sportliche Laufbahn
Erste internationale Erfahrungen sammelte Wiktor Suwara im Jahr 2013, als er bei den Jugendweltmeisterschaften in Donezk mit der polnischen Sprintstaffel (1000 Meter) in 1:53,36 min den sechsten Platz belegte. 2014 schied er bei den Juniorenweltmeisterschaften in Eugene mit 47,71 s über 400 Meter in der ersten Runde aus und erreichte auch mit der 4-mal-400-Meter-Staffel in 3:10,94 min nicht das Finale. Im Jahr darauf belegte er bei den Junioreneuropameisterschaften in Eskilstuna in 47,60 s den siebten Platz und erreichte mit der Staffel in 3:10,40 min Rang vier. Zwei Jahre später nahm er mit der Staffel an den U23-Europameisterschaften im heimischen Bydgoszcz teil und gewann dort in 3:04,22 min die Silbermedaille hinter dem Team aus dem Vereinigten Königreich. 2019 nahm er erstmals an der Sommer-Universiade in Neapel teil und wurde dort in 46,36 s Fünfter, ehe er mit der Staffel in 3:03,35 min die Bronzemedaille hinter den Teams aus Mexiko und Südafrika gewann. Zudem qualifizierte er sich in der Mixed-Staffel für die Weltmeisterschaften in Doha, bei denen er mit 3:12,33 min im Finale Rang fünf belegte. Bei den World Athletics Relays 2021 im heimischen Chorzów verpasste er mit 3:05,04 min den Finaleinzug in der 4-mal-400-Meter-Staffel.
2019 wurde Suwara polnischer Meister im 400-Meter-Lauf.

## Persönliche Bestzeiten
- 400 Meter: 46,17 s, 16. Juni 2019 in Chorzów
  - 400 Meter (Halle): 47,00 s, 21. Februar 2021 in Toruń